# 禰寝重政
禰寝 重政（ねじめ しげまさ）は、江戸時代前期の薩摩藩士。通称は七郎。吉利郷私領主の禰寝家当主。

## 生涯
慶長8年（1603年）、禰寝重張の次男として吉利にて誕生。兄・菊千代が早世しており、父の嫡男となる。重張の隠居により家督と吉利領を相続する。寛永元年（1624年）9月22日、重張に先立って死去した。享年22。
寛永4年（1627年）、藩命で藩主島津忠恒の九男の福寿丸が養子となり家督を相続した。

## 系譜
- 父：禰寝重張（1566-1629）
- 母：家臣渡辺綱次の娘
- 養子
  - 男子：禰寝福寿丸（島津久雄）（1622-1667） - 島津忠恒の九男